# La spirale del terrore
La spirale del terrore (Nattmara) è un film del 1965 diretto da Arne Mattsson, con protagonista Ulla Jacobsson.

## Trama
Un killer viene incaricato di uccidere una giovane stilista, Mary Berg. Al primo tentativo la scambia però per un'altra donna che faceva la stessa strada di Mary, a bordo di un'automobile dello stesso modello e con un numero di targa quasi identico. Il killer prosegue allora con nuovi tentativi, terrorizzando la sua vittima designata, che inizia a credere di essere pazza, dato che il marito Peter non crede alle sue storie.  Il commissario di polizia Storm tuttavia le crede e continua a indagare. Il mandante si rivela essere proprio Peter, che aveva incaricato un suo fratellastro di uccidere Mary e la zia di lei, proprietarie dell'atelier, al fine di ereditarne le ricchezze.